# 나딕게임즈
나딕게임즈(영어: Naddic Games)는 대한민국의 비디오 게임 회사이다.

## 게임
- 클로저스 (2014년)